# 8463 Naomimurdoch
8463 Naomimurdoch eller 1981 EM27 är en asteroid i huvudbältet som upptäcktes den 2 mars 1981 av den amerikanska astronomen Schelte J. Bus vid Siding Spring-observatoriet. Den är uppkallad efter Naomi Murdoch.
Asteroiden har en diameter på ungefär 7 kilometer.